# إنوياما (آيتشي)
إينوياما مدينة تقع ضمن محافظة آيتشي في اليابان، تأسست في 4/1/1954، بلغ عدد تعداد سكانها في 1 يناير – 2008 حوالي 75304 مساحتها الإجمالية حوالي 74.97 كم٢ لتصبح كثافة سكانها 1004 نسمة لكل كيلو متر مربع.

## معرض صور

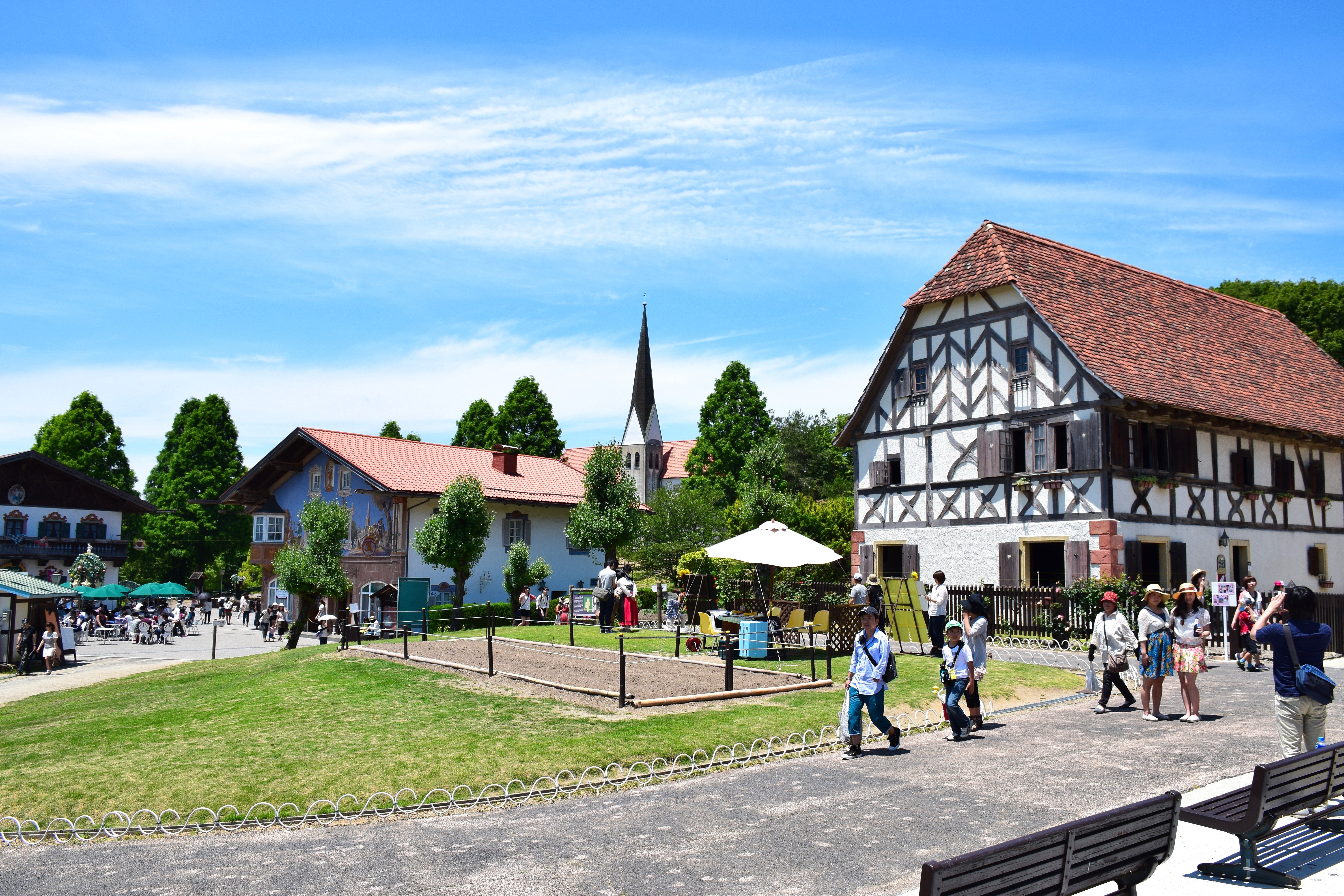
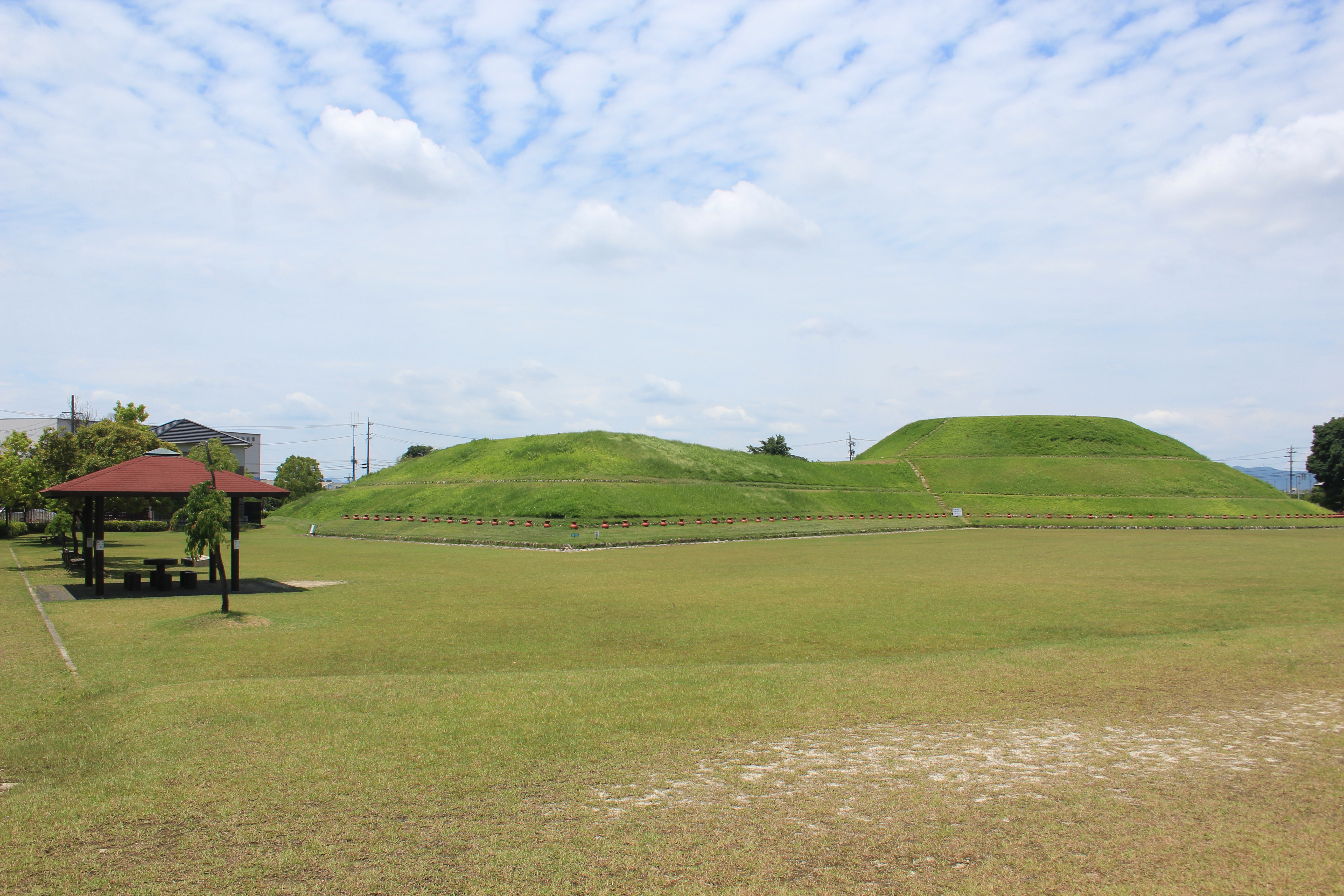
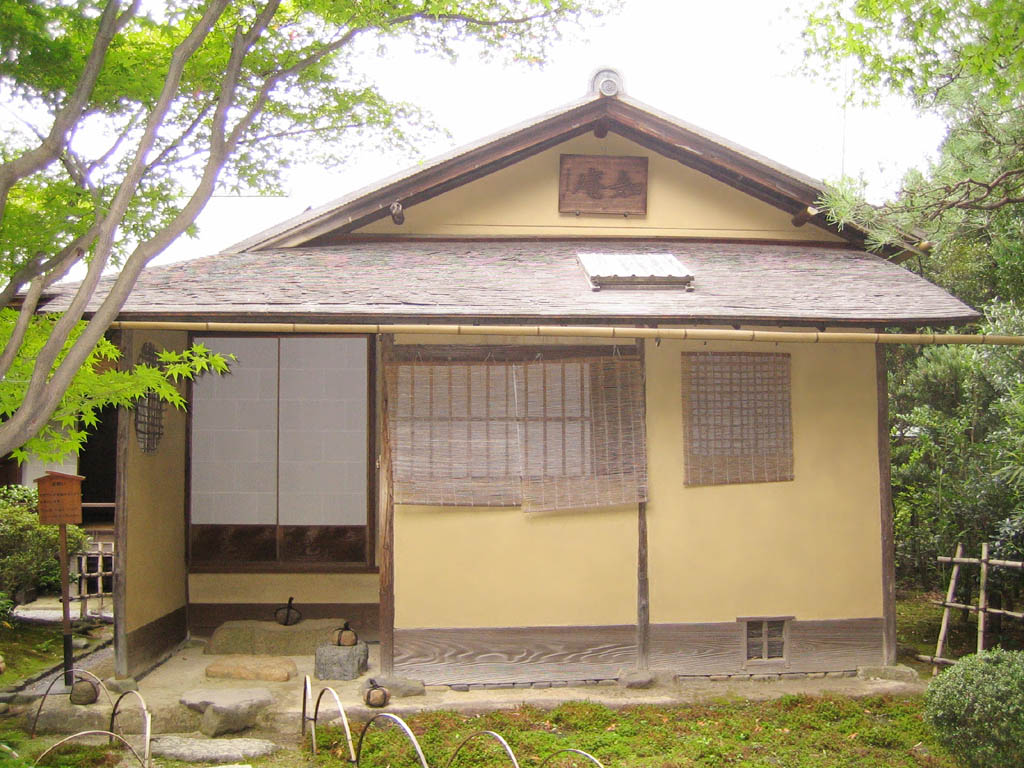
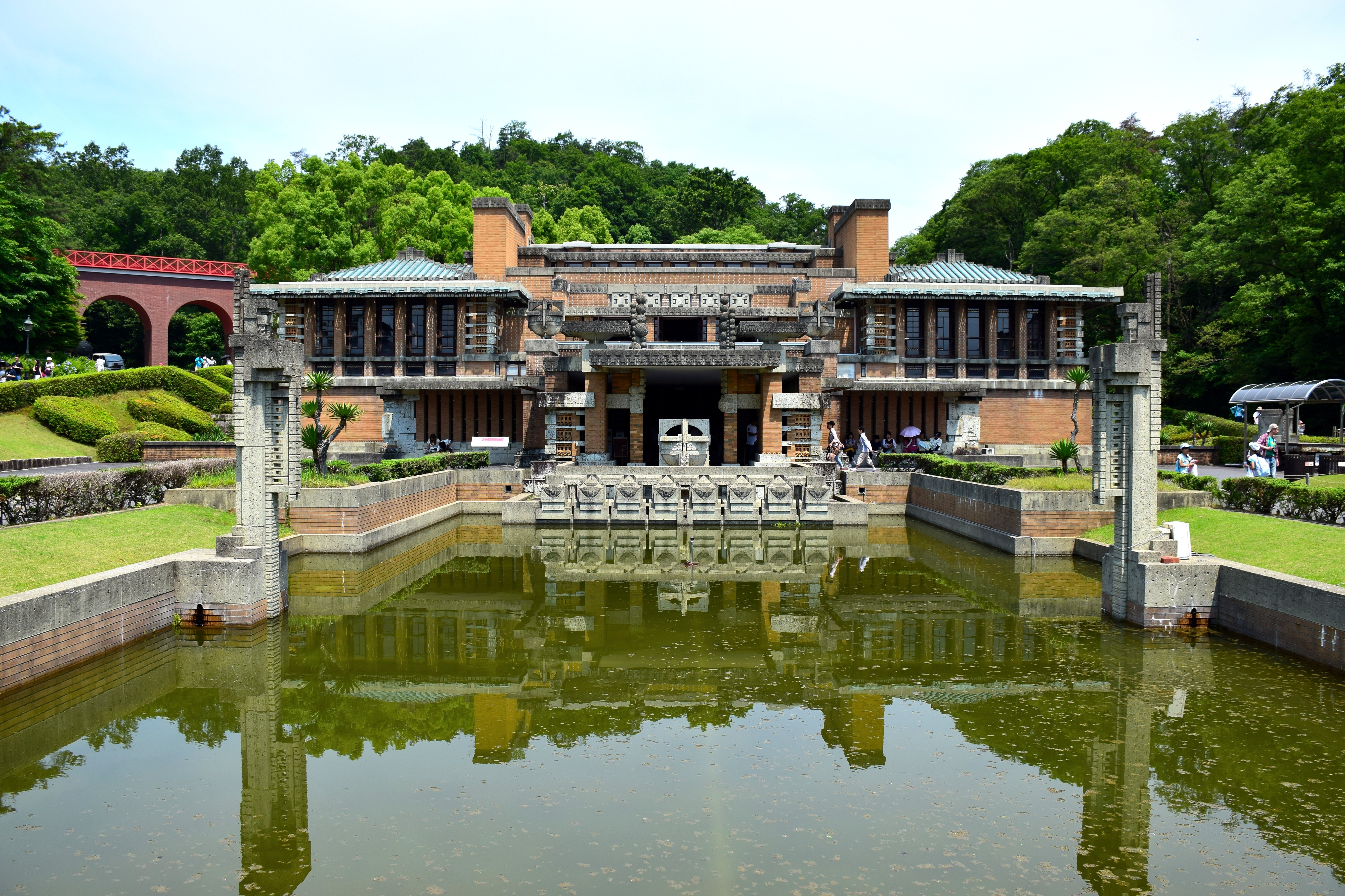
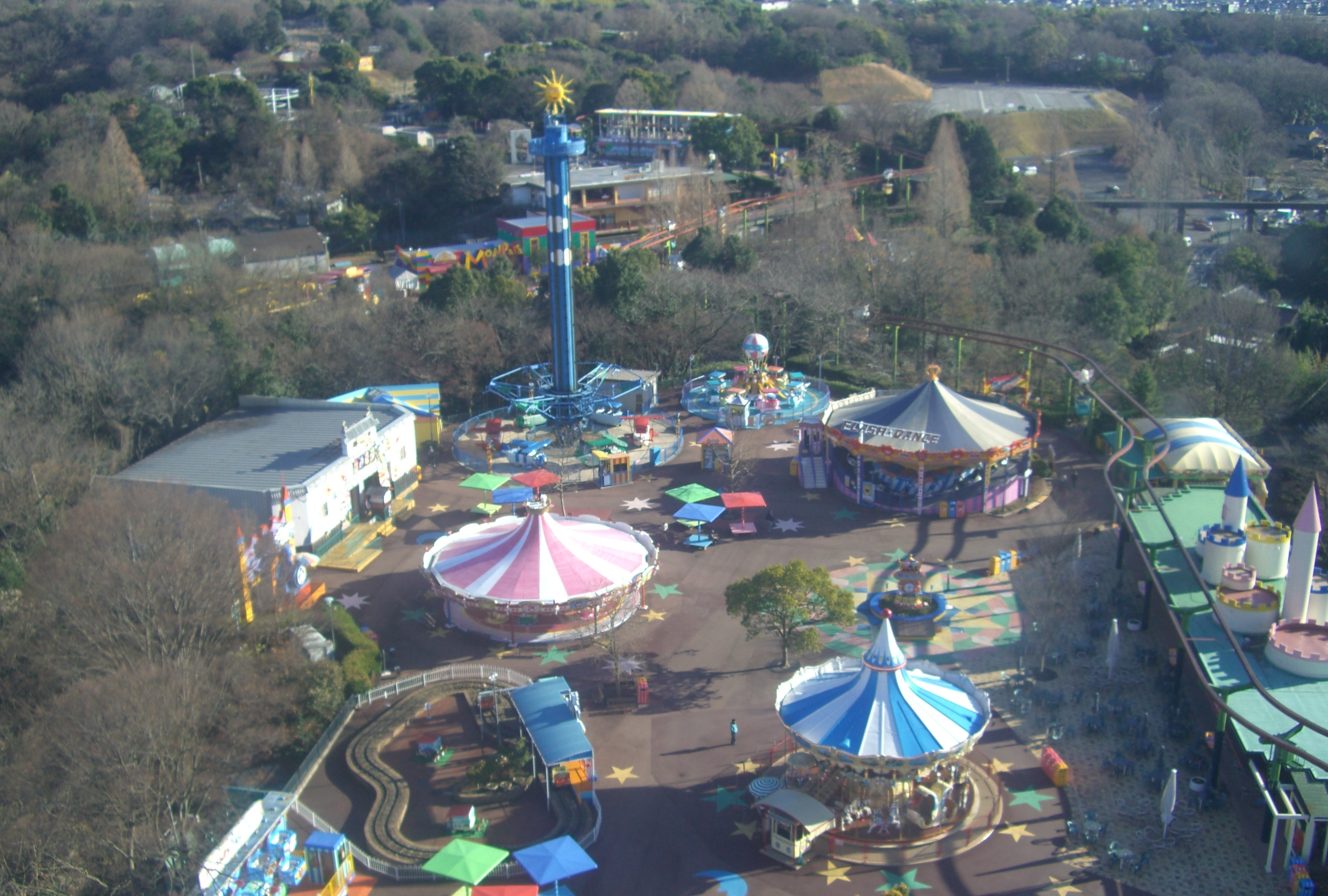
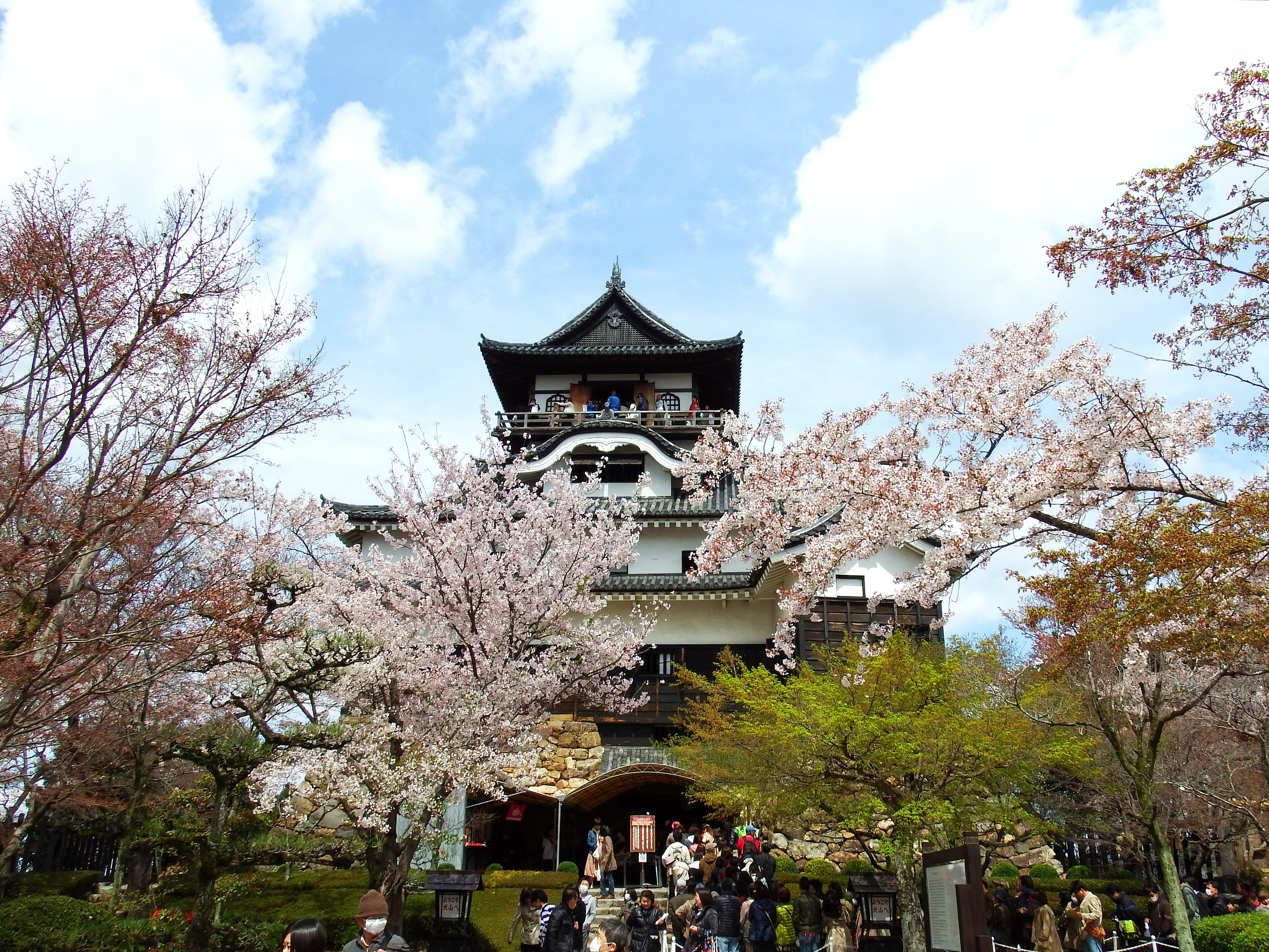

## توأمة
لإنوياما (آيتشي) اتفاقيات توأمة مع:
- زانكت غوارسهاوزن

## أعلام
- تايسوكي ميزونو
- ماسافومي تاكادا